# Campionato europeo di football americano femminile 2015
Il campionato europeo di football americano femminile 2015 (in lingua inglese 2015 Women's American Football European Championship), noto anche come Spagna 2015 in quanto disputato in tale Stato, è la prima edizione del campionato europeo di football americano per squadre nazionali maggiori femminili organizzato dalla IFAF Europe.
Ha avuto inizio il 2 agosto 2015, e si concluderà l'8 agosto 2015 allo Stadio Maracena di Granada.

## Stadi
Distribuzione degli stadi del campionato europeo di football americano femminile 2015
| Granada         |
| --------------- |
| Stadio Maracena |
| 37°11′N 3°36′W  |
| Capacità:       |
| Altitudine:     |
|                 |

## Squadre partecipanti
| Pr. | Squadra       | Data di qualificazione | Qualificata in quanto                      |
| --- | ------------- | ---------------------- | ------------------------------------------ |
| 1   | Austria       |                        | Invitata                                   |
| 2   | Finlandia     |                        | Invitata                                   |
| 3   | Spagna        |                        | Nazione organizzarice                      |
| 4   | Svezia        |                        | Invitata                                   |
| 5   | Germania      |                        | Invitata                                   |
| 6   | Gran Bretagna | 3 maggio 2015          | Vincitrice dell'incontro di qualificazione |

## Risultati

### Incontro di qualificazione
| Hatfield 3 maggio 2015 | Gran Bretagna | 54 – 6 (22-0 22-0 8-0 2-6) | Russia | Università dell'Hertfordshire |

### Fase a gironi

#### Girone A
| Granada 2 agosto 2015, ore 21:00 UTC+2 Incontro 2 | Spagna | 18 – 56 (0-16 12-12 0-12 6-16) referto | Finlandia | Stadio Maracena |

| Granada 4 agosto 2015, ore 21:00 UTC+2 Incontro 4 | Spagna | 6 – 21 (0-7 6-0 0-7 0-7) referto | Austria | Stadio Maracena |

| Granada 6 agosto 2015, ore 10:30 UTC+2 Incontro 5 | Austria | 7 – 52 (0-14 7-14 0-16 0-8) referto | Finlandia | Stadio Maracena |

| Squadra   | P.ti | %     | G | V | P | S | PF  | PS | DP  |
| --------- | ---- | ----- | - | - | - | - | --- | -- | --- |
| Finlandia | 3    | 1.000 | 2 | 2 | 0 | 0 | 108 | 25 | +83 |
| Austria   | 0    | 0.000 | 2 | 1 | 0 | 1 | 28  | 58 | -30 |
| Spagna    | 0    | 0.000 | 2 | 0 | 0 | 2 | 24  | 77 | -53 |

#### Girone B
| Granada 2 agosto 2015, ore 10:30 UTC+2 Incontro 1 | Germania | 6 – 17 (0-0 6-7 0-3 0-7) referto | Gran Bretagna | Stadio Maracena |

| Granada 4 agosto 2015, ore 10:30 UTC+2 Incontro 3 | Svezia | 14 – 30 (0-10 0-0 0-6 14-14) referto | Gran Bretagna | Stadio Maracena |

| Granada 6 agosto 2015, ore 21:00 UTC+2 Incontro 6 | Germania | 22 – 12 (8-0 8-0 6-0 0-12) referto | Svezia | Stadio Maracena |

| Squadra       | P.ti | %     | G | V | P | S | PF | PS | DP  |
| ------------- | ---- | ----- | - | - | - | - | -- | -- | --- |
| Gran Bretagna | 6    | 1.000 | 2 | 2 | 0 | 0 | 47 | 20 | +27 |
| Germania      | 0    | 0.500 | 2 | 1 | 0 | 1 | 28 | 29 | -1  |
| Svezia        | 0    | 0.000 | 2 | 0 | 0 | 2 | 26 | 52 | -26 |

### Finali

#### Finale per il 5º posto
| Granada 8 agosto 2015, ore 8:00 UTC+2 Incontro 7 | Spagna | 12 – 14 referto | Svezia | Stadio Maracena |

#### Finale per il 3º posto
| Granada 8 agosto 2015, ore 11:00 UTC+2 Incontro 8 | Austria | 7 – 26 referto | Germania | Stadio Maracena |

#### Finale
| Granada 8 agosto 2015, ore 21:00 UTC+2 Incontro 9 | Finlandia | 50 – 12 referto | Gran Bretagna | Stadio Maracena |

## Campione
| Campione Finlandia Campione d'Europa 2015. |